# Autobahnring Ningbo
Der Autobahnring von Ningbo (chinesisch 宁波绕城高速公路, Pinyin Níngbō ràochéng gāosù gōnglù, englisch Ningbo Ring Expressway), chin. Abk. G1504, ist ein lokaler Autobahnring rund um die Hafenmetropole Ningbo im Osten der Volksrepublik China. Er weist eine Länge von 86 km auf. Auf einem kleinen Teil im Westen des Autobahnrings verlaufen die Autobahn G15 und die Autobahn G92. Ferner kreuzen ihn die regionalen Autobahnen G1512 und G9211.